# Gymnopilus anomalus
Gymnopilus anomalus là một loài nấm thuộc họ Cortinariaceae.